# 北部方面航空隊
北部方面航空隊（ほくぶほうめんこうくうたい、JGSDF Northern Army Aviation Group）は、陸上自衛隊丘珠駐屯地（北海道 札幌市 東区の）に隊本部が駐屯する北部方面隊直轄の航空科部隊である。

## 概要
対戦車ヘリコプターによる戦闘および方面隷下の各部隊に対する航空偵察・空中機動・航空輸送・指揮連絡等を主任務とする。隊長は、1等陸佐（一）が充てられ丘珠駐屯地司令を兼務し、隊旗はあさぎの群旗を使用する。
主力は丘珠駐屯地に、第1対戦車ヘリコプター隊は帯広駐屯地にそれぞれ駐屯している。飛行場運用を担当する管制気象隊は管内各飛行場単位で旭川駐屯地および帯広駐屯地に派遣隊を配置している。

## 沿革
北部方面航空隊
- 1954年（昭和29年）
  - 1月10日：北部方面航空隊が札幌駐屯地に新編。
  - 10月25日：北部方面航空隊が札幌駐屯地から丘珠分屯地に移駐。
- 1956年（昭和31年）1月25日：第307航空整備中隊を新編。

- 1962年（昭和37年）
  - 1月18日：部隊改編

  1. 北部方面飛行隊本部が新編。
  2. 第2管区隊第2航空隊（旭川駐屯地）が第2飛行隊に、第5管区隊第5航空隊（帯広駐屯地）が第5飛行隊に、特科団航空隊（北千歳駐屯地）が第11飛行隊にそれぞれ改編され、これらを隷下に編合。
  3. 北部方面管制気象隊が丘珠分屯地に新編。第1派遣隊を旭川駐屯地に、第2派遣隊を帯広駐屯地に配置。

  - 8月15日：第7混成団第7航空隊（丘珠分屯地）が第7飛行隊に改編され、隷下に編合。
- 1964年（昭和39年）3月24日：第307航空整備中隊を第307航空野整備隊に改編。
- 1966年（昭和41年）2月21日：丘珠分屯地が駐屯地に昇格。
- 1968年（昭和43年）3月1日：北部方面ヘリコプター隊を丘珠駐屯地に新編。
- 1978年（昭和53年）4月5日：第307航空野整備隊が北部方面航空野整備隊に称号変更。
- 1986年（昭和61年）3月25日：第1対戦車ヘリコプター隊を帯広駐屯地に新編。

- 1994年（平成06年）3月28日：部隊改編。

1. 北部方面飛行隊を廃止し、北部方面航空隊本部付隊を新編。方面飛行隊所属のOH-6部門は方面ヘリコプター隊本部付隊に、LR-1部門は本部付隊にそれぞれ編入。
2. 第2飛行隊が第2師団隷下に、第5飛行隊が第5師団隷下に、第7飛行隊が第7師団隷下に、第11飛行隊が第11師団隷下にそれぞれ編入。

- 2011年（平成23年）：北部方面ヘリコプター隊にOH-1が配備。
- 2024年（令和06年）3月21日：第1対戦車ヘリコプター隊を1個飛行隊に縮小改編[1][2]。

## 部隊編成
特記ないものは丘珠駐屯地に所在している。
- 北部方面航空隊本部
- 北部方面航空隊本部付隊「北方航-本」
- 第1対戦車ヘリコプター隊（帯広駐屯地）
  - 第1対戦車ヘリコプター隊本部
  - 第1対戦車ヘリコプター隊本部付隊「1対戦ヘリ-本」：OH-1
  - 第1飛行隊「1対戦ヘリ-1」：AH-1S
- 北部方面ヘリコプター隊
  - 北部方面ヘリコプター隊本部
  - 北部方面ヘリコプター隊本部付隊「北方ヘリ-本」：OH-1
  - 第1飛行隊「北方ヘリ-1」：UH-1J
  - 第2飛行隊「北方ヘリ-2」：UH-1J
- 北部方面管制気象隊「北方管気」
  - 北部方面管制気象隊本部
  - 基地隊「北方管気-基」
  - 第1派遣隊（旭川駐屯地）
  - 第2派遣隊（帯広駐屯地）
- 北部方面航空野整備隊「北方航整」
  - 北部方面航空野整備隊本部
  - 整備隊「北方航整-整」
  - 補給隊「北方航整-補」

## 主要幹部
| 官職名                             | 階級    | 氏名     | 補職発令日     | 前職                                    |
| ---------------------------------- | ------- | -------- | -------------- | --------------------------------------- |
| 北部方面航空隊長 兼 丘珠駐屯地司令 | 1等陸佐 | 安達弘典 | 2025年03月17日 | 陸上幕僚監部装備計画部航空機課 総括班長 |
| 副隊長                             | 1等陸佐 | 湯浅征幸 | 2023年03月13日 | 自衛隊愛知地方協力本部募集課長          |
| 第1対戦車ヘリコプター隊長          | 1等陸佐 | 小野恭良 | 2025年08月01日 | 統合作戦司令部勤務                      |
| 北部方面ヘリコプター隊長           | 2等陸佐 | 若狹芳也 | 2025年03月17日 | 自衛隊神奈川地方協力本部募集課長        |

| 代 | 氏名                 | 在職期間                                                    | 前職                                                 | 後職                                               |
| -- | -------------------- | ----------------------------------------------------------- | ---------------------------------------------------- | -------------------------------------------------- |
| 01 | 山本末男 （2等陸佐） | 1954年01月10日 - 1954年07月06日                             |                                                      |                                                    |
| 02 | 稲垣弘信 （2等陸佐） | 1954年07月07日 - 1956年09月00日                             |                                                      |                                                    |
| 03 | 野村浩三 （2等陸佐） | 1956年09月00日 - 1957年08月11日                             |                                                      |                                                    |
| 04 | 西篤                 | 1957年08月12日 - 1959年11月05日 ※1959年08月01日 1等陸佐昇任 | 陸上自衛隊航空学校研究部長                           | 陸上幕僚監部第5部航空班長                          |
| 05 | 桑島康 （2等陸佐）   | 1959年11月06日 - 1961年07月31日                             | 北部方面航空隊                                       | 第1航空隊長                                        |
| 06 | 谷口正義             | 1961年08月01日 - 1964年07月15日                             | 陸上自衛隊航空学校教育部長                           | 陸上自衛隊航空学校副校長 兼 企画室長               |
| 07 | 綾部逸雄             | 1964年07月16日 - 1966年07月15日                             | 陸上自衛隊航空学校副校長 兼 企画室長                 | 陸上幕僚監部航空課長                               |
| 08 | 村岡英夫             | 1966年07月16日 - 1969年07月15日                             | 陸上幕僚監部付                                       | 陸上幕僚監部航空課長                               |
| 09 | 内田精三             | 1969年07月16日 - 1973年10月31日 ※1973年03月16日 陸将補昇任  | 陸上幕僚監部航空課企画班長                           | 陸上幕僚監部付 →1974年4月1日 退職                  |
| 10 | 藤本松彦             | 1973年11月01日 - 1975年07月15日                             | 北部方面航空隊副隊長                                 | 第10師団司令部幕僚長                               |
| 11 | 高畠和明             | 1975年07月16日 - 1977年03月15日                             | 陸上幕僚監部航空課器材班長                           | 陸上自衛隊武器補給処航空部長                       |
| 12 | 福田輝雄             | 1977年03月16日 - 1979年01月09日 ※1977年04月01日 陸将補昇任  | 東部方面航空隊長 兼 立川駐とん地司令                 | 陸上自衛隊航空学校副校長                           |
| 13 | 高田國弥 （陸将補）  | 1979年01月10日 - 1980年01月15日                             | 東部方面航空隊長 兼 立川駐とん地司令                 | 陸上幕僚監部付 →1980年4月1日 退職                  |
| 14 | 田村祐茂             | 1980年01月16日 - 1982年06月30日 ※1981年04月01日 陸将補昇任  | 東部方面航空隊長 兼 立川駐とん地司令                 | 第1ヘリコプター団長 兼 木更津駐屯地司令            |
| 15 | 安藤克彦             | 1982年07月01日 - 1984年03月15日 ※1983年07月01日 陸将補昇任  | 陸上幕僚監部装備部航空機課長                         | 第1ヘリコプター団長 兼 木更津駐屯地司令            |
| 16 | 磯江順巌             | 1984年03月16日 - 1986年03月16日                             | 陸上自衛隊航空学校副校長                             | 第1ヘリコプター団長 兼 木更津駐屯地司令            |
| 17 | 菱田楢樹             | 1986年03月17日 - 1988年03月15日 ※1986年08月01日 陸将補昇任  | 陸上自衛隊航空学校宇都宮分校長 兼 北宇都宮駐屯地司令 | 第1ヘリコプター団長 兼 木更津駐屯地司令            |
| 18 | 服部幹雄             | 1988年03月16日 - 1989年08月01日                             | 陸上自衛隊航空学校霞ヶ浦分校長                       | 退職（陸将補昇任）                                 |
| 19 | 大上正美             | 1989年08月01日 - 1991年08月01日                             | 陸上自衛隊航空学校第1教育部長                        | 退職（陸将補昇任）                                 |
| 20 | 楜澤宏樹             | 1991年08月01日 - 1993年08月01日                             | 東北方面航空隊長 兼 霞目駐屯地司令                   | 退職（陸将補昇任）                                 |
| 21 | 吉田顯彦             | 1993年08月01日 - 1995年06月29日                             | 陸上幕僚監部装備部航空機課長                         | 陸上自衛隊航空学校副校長                           |
| 22 | 冨田稔               | 1995年06月30日 - 1996年06月30日                             | 陸上幕僚監部装備部航空機課長                         | 陸上自衛隊航空学校副校長                           |
| 23 | 山根峯治             | 1996年07月01日 - 1997年06月30日                             | 陸上幕僚監部装備部航空機課長                         | 陸上自衛隊航空学校副校長                           |
| 24 | 熊谷佐               | 1997年07月01日 - 1998年07月31日                             | 第1ヘリコプター団副団長                              | 陸上自衛隊航空学校霞ヶ浦分校長                     |
| 25 | 富本啓一             | 1998年08月01日 - 2000年06月29日                             | 中部方面航空隊長 兼 八尾駐屯地司令                   | 自衛隊福岡地方連絡部長                             |
| 26 | 岩崎修治             | 2000年06月30日 - 2002年12月01日                             | 健軍駐屯地業務隊長                                   | 陸上自衛隊航空学校霞ヶ浦分校長                     |
| 27 | 加藤哲司             | 2002年12月02日 - 2004年12月01日                             | 陸上自衛隊航空学校霞ヶ浦分校長                       | 退職（陸将補昇任）                                 |
| 28 | 星一男               | 2004年12月01日 - 2007年07月02日                             | 陸上自衛隊航空学校霞ヶ浦分校長                       | 統合幕僚学校教育課長                               |
| 29 | 岸谷清満             | 2007年07月03日 - 2008年11月30日                             | 陸上幕僚監部装備部航空機課長                         | 東北方面総監部装備部長                             |
| 30 | 大西裕文             | 2008年12月01日 - 2010年07月25日                             | 陸上幕僚監部監理部総務課 庶務室長                    | 東部方面総監部幕僚副長 （陸将補昇任）              |
| 31 | 斎藤剛               | 2010年07月26日 - 2011年06月30日                             | 情報本部勤務                                         | 陸上自衛隊研究本部主任研究開発官                   |
| 32 | 大山雄一             | 2011年07月01日 - 2013年08月01日                             | 陸上自衛隊航空学校宇都宮分校長 兼 北宇都宮駐屯地司令 | 退職（陸将補昇任）                                 |
| 33 | 関口勝則             | 2013年08月01日 - 2015年08月03日                             | 陸上幕僚監部装備部航空機課長                         | 東北方面総監部人事部長                             |
| 34 | 安井寛               | 2015年08月04日 - 2017年12月19日                             | 陸上幕僚監部装備部航空機課長                         | 東北方面総監部人事部長                             |
| 35 | 廣瀬敏彦             | 2017年12月20日 - 2020年12月21日                             | 東部方面総監部人事部長                               | 第8師団副師団長 兼 北熊本駐屯地司令 （陸将補昇任） |
| 36 | 森貴義               | 2020年12月22日 - 2023年07月31日                             | 陸上自衛隊航空学校第1教育部長                        | 中部方面総監部総務部長                             |
| 37 | 三笠展隆             | 2023年08月01日 - 2025年03月16日                             | 東北方面総監部情報部長                               | 統合幕僚学校教育課勤務                             |
| 38 | 安達弘典             | 2025年03月17日 -                                            | 陸上幕僚監部装備計画部航空機課 総括班長              |                                                    |

## 主要装備
- LR-2
- AH-1S コブラ
- OH-1
- UH-1J
- 1/2tトラック / 73式小型トラック
- 1 1/2tトラック / 73式中型トラック
- 73式大型トラック
- 3 1/2tトラック / 3トン半水タンク車
- 3トン半燃料タンク車
- 10000リットル燃料タンク車
- 着陸誘導装置 JTPN-P20
- 気象測定装置 JMMQ-M5
- 航法援助装置 JMRM-A2
- スリングネット
- スリングベルト
- 野外支援車
- 野外炊具
- 1トン半救急車
- 89式5.56mm小銃
- 5.56mm機関銃MINIMI
- 12.7mm重機関銃M2
- 9mm拳銃

### 過去の装備
- UH-1H
- OH-6D
- 64式7.62mm小銃

## 緊急患者輸送
本航空隊のLR-2は、災害派遣としての緊急患者輸送にも用いられており、たとえば近年では2015年4月30日の函館～札幌、同6月5日の釧路～札幌などの出動実績がある。